# Otkazane utrke Formule 1
Otkazane utrke Formule 1 obuhvaćaju utrke Formule 1 od 1950. do danas, koje su prvotno bile uvrštene u kalendar Formule, ali su naknadno iz raznih razloga otkazane.

## Popis otkazanih utrka

### 1952.
- Velika nagrada Španjolske

Utrka u Španjolskoj je otkazana zbog nedostatka novčanih sredstava.

### 1953.
- Velika nagrada Španjolske

### 1954.
- Velika nagrada Nizozemske

Utrka u Nizozemskoj je otkazana zbog nedostatka novčanih sredstava.

### 1955.
- Velika nagrada Francuske
- Velika nagrada Njemačke
- Velika nagrada Švicarske
- Velika nagrada Španjolske

Sve četiri utrke su bile otkazane zbog nesreće koja se dogodila 11. lipnja na utrci 24 sata Le Mansa.

### 1957.
- Velika nagrada Belgije
- Velika nagrada Nizozemske
- Velika nagrada Španjolske

Sve tri utrke su bile otkazane zbog vrlo visokih cijena nafte, kao posljedice Sueske krize.

### 1959.
- Velika nagrada Argentine
- Velika nagrada Belgije
- Velika nagrada Maroka

Utrka u Argentini je otkazana zbog toga što su argentinski vozači Juan Manuel Fangio i José Froilán González, najavili da neće nastupiti na utrci, te je interes publike za utrku otpao. Utrka u Belgiji je otkazana zbog spora organizatora oko novca, dok je nedostatak novčanih sredstava bio razlog otkazivanja utrke u Maroku.

### 1960.
- Velika nagrada Maroka

Utrka u Maroku je otkazana zbog nedostatka novčanih sredstava.

### 1961.
- Velika nagrada Maroka

Treću sezonu zaredom, utrka u Maroku je bila otkazana zbog istog razloga - nedostatka novčanih sredstava. Nakon ove godine, organizatori nisu više nikada pokušali organizirati utrku Formule 1 u Maroku.

### 1965.
- Velika nagrada Austrije

Utrka u Austriji je otkazana zbog pritužbe na sigurnost, koje su momčadi i vozači podnijeli zbog hrapavosti staze.

### 1969.
- Velika nagrada Belgije

Utrka u Belgiji je otkazana zbog nesigurnosti staze. Nakon inspekcije i pregleda staze, na čijem vodstvu je bio Jackie Stewart, koji je tada bio odgovoran za većinu aktivnosti u Formuli 1 pokušavajući utrkivanje učiniti sigurnijim, zahtijevane su promjene koje vlasnici staze nisu htjeli platiti. Zbog toga su vozači bojkotirali utrku, koja je na kraju bila i otkazana.

### 1971.
- Velika nagrada Belgije
- Velika nagrada Meksika

### 1972.
- Velika nagrada Nizozemske
- Velika nagrada Sjedinjenih Američkih Država Zapad
- Velika nagrada Meksika

### 1975.
- Velika nagrada Kanade

### 1976.
- Velika nagrada Argentine

### 1978.
- Velika nagrada Japana

Utrka u Japanu je otkazana zbog nepoznatih razloga.

### 1979.
- Velika nagrada Švedske

Utrka u Švedskoj je otkazana zbog manjka interesa publike, čiji je uzrok bio smrt Ronnija Petersona i Gunnara Nilssona prethodne godine. Kao rezultat toga, organizatori nisu imali novca za održavanje utrke, što je dovelo do otkazivanja.

### 1981.
- Velika nagrada Sjedinjenih Američkih Država
- Velika nagrada Južne Afrike

Utrka u Sjedinjenim Američkim Državama je otkazana zbog finacijski problema staze Watkins Glen. Utrka u Južnoj Africi je otkazana zbog političkih prepiranja između FISA-e (Fédération Internationale du Sport Automobile) i FOCA-e (Formula One Constructors Association). FISA je htjela pomaknuti termin utrkivanja na 11. travnja, što je bilo dva mjeseca kasnije u odnosu na već dogovoreni termin 7. veljače. FOCA, koju su većinom činili britanski timovi, već je imala dogovor s organizatorima utrke i nisu htjeli popustiti FISA-i. Utrka se održala kao dio Formule Libre i takmičili su se timovi koju su podržavali FOCA-u, dok su ostali odbili sudjelovati.

### 1982.
- Velika nagrada Argentine

Utrka u Argentini je otkazana zbog nedostataka sponzora, kada se nekoliko odlučilo obustaviti financiranje utrke zbog neizvjesnosti nakon bojkota vozača na prethodnoj VN Južne Afrike.

### 1987.
- Velika nagrada Kanade

### 1997.
- Velika nagrada Portugala

### 2011.
- Velika nagrada Bahreina

Utrka u Bahreinu je otkazana zbog nestabilne političke situacije. Bernie Ecclestone je prvobitno odgodio utrku za 30. listopada, ali zbog pritiska momčadi Formule 1, bio je primoran otkazati utrku.

### 2020.
- Velika nagrada Australije
- Velika nagrada Vijetnama
- Velika nagrada Kine
- Velika nagrada Nizozemske
- Velika nagrada Monaka
- Velika nagrada Azerbajdžana
- Velika nagrada Kanade
- Velika nagrada Francuske
- Velika nagrada Singapura
- Velika nagrada Japana
- Velika nagrada Sjedinjenih Američkih Država
- Velika nagrada Mexico Cityja
- Velika nagrada Brazila

Sve utrke otkazane su zbog pandemije koronavirusa.

### 2021.
- Velika nagrada Vijetnama
- Velika nagrada Kanade

Utrka u Vijetnamu je bila planirana za 2021., no krajem 2020., gradonačelnik Hanoija Nguyen Duc Chung, uhićen je zbog korupcije i navodnog prisvajanja dokumenata koji su sadržavali državne tajne. Premda slučaj nije bio povezan s Formulom 1 i Velikom nagradom Vijetnama, FIA je odgodila utrku, pošto je Chung bio ključni čovjek u održavanju utrke. Utrka u Kanadi se trebala voziti u vikendu između 11. i 13. lipnja, no zbog stalnih međunarodnih ograničenja putovanja u Kanadi zbog pandemije koronavirusa, organizaciji Formule 1 nije bilo moguće ući u zemlju bez obvezne 14-dnevne karantene, što je dovelo do otkazivanja utrke.

## Popis prema broju otkazanih utrka
| Broj utrka | Velika nagrada  | Sezone                     |
| ---------- | --------------- | -------------------------- |
| 4          | VN Španjolske   | 1952., 1953., 1955., 1957. |
| 4          | VN Belgije      | 1957., 1959., 1969., 1971. |
| 4          | VN Nizozemske   | 1954., 1957., 1972., 2020. |
| 4          | VN Kanade       | 1975., 1987., 2020., 2021. |
| 3          | VN Maroka       | 1959., 1960., 1961.        |
| 3          | VN Argentine    | 1959., 1976., 1982.        |
| 3          | VN Meksika      | 1971., 1972., 2020.*       |
| 2          | VN Francuske    | 1955., 2020.               |
| 2          | VN Japana       | 1978., 2020.               |
| 2          | VN Vijetnama    | 2020., 2021.               |
| 2          | VN SAD          | 1981., 2020.               |
| 1          | VN Njemačke     | 1955.                      |
| 1          | VN Švicarske    | 1955.                      |
| 1          | VN Austrije     | 1965.                      |
| 1          | VN SAD Zapad    | 1972.                      |
| 1          | VN Švedske      | 1979.                      |
| 1          | VN Južne Afrike | 1981.                      |
| 1          | VN Portugala    | 1997.                      |
| 1          | VN Bahreina     | 2011.                      |
| 1          | VN Australije   | 2020.                      |
| 1          | VN Monaka       | 2020.                      |
| 1          | VN Azerbajdžana | 2020.                      |
| 1          | VN Singapura    | 2020.                      |
| 1          | VN Kine         | 2020.                      |
| 1          | VN Brazila      | 2020.                      |

- Velika nagrada Meksika je 2020. nosila službeni naziv Velika nagrada Mexico Cityja.